# Premio John R. Wooden

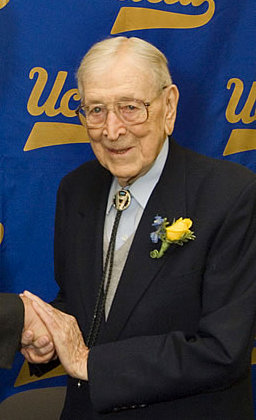
John Wooden, cuyo premio está nombrado en su honor.

El Premio John R. Wooden es un premio anual entregado a los mejores baloncestistas universitarios masculinos y femeninos. El programa consiste en los premios masculinos y femeninos al Jugador del Año, el premio Leyendas del Entrenamiento y los equipos All–America.  
Los premios, otorgados por el Los Angeles Athletic Club, reciben el nombre en honor a John Wooden, jugador universitario nacional del año en 1932 con Purdue. Posteriormente, Wooden se convirtió en entrenador y dirigió a los equipos masculinos de baloncesto de Indiana State y UCLA. Wooden, cuyos equipos en UCLA ganaron diez campeonatos de la NCAA, fue el primer hombre en ser incluido en el Basketball Hall of Fame como jugador y entrenador. Su equipo de Indiana State en 1948 fue finalista nacional de la NAIB (actualmente conocida como NAIA). 
El premio, que originalmente era únicamente entregado a jugadores masculinos, se creó en 1977. En 2004, el premio abarcó el terreno femenino. Además, el premio Leyendas del Entrenamiento fue presentado por primera vez en 1999.

## Proceso de selección

### Masculino
Cada año, la Junta Nacional de Asesores del Premio, que consta de 26 miembros, selecciona aproximadamente a 20 candidatos para el premio de Jugador del Año y para el equipo All-American. Los candidatos deben ser estudiantes a tiempo completo y tener un promedio general de calificaciones de 2.00 o mayor durante toda su carrera universitaria. Los jugadores que son nominados deben haber hecho contribuciones sobresalientes al juego en equipo, tanto ofensiva como defensivamente, y ser ciudadanos modelo tanto dentro como fuera de la pista. 
El proceso de votación es anunciado antes de que comience el torneo de baloncesto de la NCAA. Los votantes son 1000 periodistas y comentaristas deportivos representando a los 50 estados.
Los diez más votados son seleccionados para el equipo All-American, y los resultados son anunciados después de la ronda Elite Eight del torneo de la NCAA. El baloncestista que recibe más votos es nombrado Jugador del Año, y el ganador es anunciado después de la final del torneo de la NCAA.
El Jugador del Año es premiado con un trofeo que consta de cinco figuras de bronce. La universidad del jugador recibe un duplicado del trofeo y una beca deportiva. Los otros cuatro miembros del equipo All-American reciben un trofeo del All-American, una chaqueta y una beca deportiva que va a parar a su respectiva universidad. Cada entrenador de los cinco miembros del equipo All-American también recibe una chaqueta. Los miembros del equipo All-American del sexto al décimo puesto reciben un trofeo del All-American y una chaqueta, pero sus universidades no reciben becas.

### Femenino
El criterio para el premio a la Jugadora del Año y al equipo All-American es similar al masculino. Para el premio femenino, la Junta Nacional de Asesores está formada por 12 miembros, y aproximadamente 15 candidatos son seleccionados para el proceso de votación. Los votantes son 250 periodistas y comentaristas deportivos.  
A diferencia del equipo masculino All-American, solo cinco miembros son seleccionados para el equipo femenino. La Jugadora del Año recibe un trofeo, y su universidad un duplicado del mismo y una beca deportiva.

## Trofeo
El trofeo incluye cinco figuras de bronce, cada una representando una de las cinco principales habilidades que Wooden creía que un jugador "total" de baloncesto debía tener: capacidad reboteadora, pase, tiro, dribling y defensa.  
El concepto para el trofeo se originó con el presidente del Premio Wooden, Richard "Duke" Llewellyn. El trabajo para el trofeo comenzó en 1975, y el escultor Don Winton, que había esculpido varios premios deportivos, fue el encargado de diseñar el modelo del trofeo.
Las figuras son de bronce plateado y está unido a una placa base pentagonal. La figura más alta es de 26 centímetros. La base del trofeo es de 19 centímetros, y está hecha de madera maciza de nogal. La altura total del trofeo es de 45 centímetros, y pesa 11.3 kilos.

## Premio Leyendas del Entrenamiento
El Premio Leyendas del Entrenamiento reconoce la trayectoria de los entrenadores que ejemplifican los altos estándares de Wooden  del éxito del entrenamiento y el logro personal. Cuando el ganador del premio es seleccionado, el Comité del Premio Wooden tiene en cuenta el carácter del entrenador, la tasa de éxito en la cancha, el índice de graduación de los atletas estudiantes, su filosofía de entrenamiento, y la identificación con los objetivos del Premio John R. Wooden.
|  | Entrenadora |

| Temporada | Entrenador         | Universidad                                     |
| --------- | ------------------ | ----------------------------------------------- |
| 1998–99   | Dean Smith         | North Carolina                                  |
| 1999–00   | Mike Krzyzewski    | Duke                                            |
| 2000–01   | Lute Olson         | Arizona                                         |
| 2001–02   | Denny Crum         | Louisville                                      |
| 2002–03   | Roy Williams       | Kansas                                          |
| 2003–04   | Mike Montgomery    | Stanford (M)                                    |
| 2004–05   | Jim Calhoun        | UConn (M)                                       |
| 2005–06   | Jim Boeheim        | Syracuse                                        |
| 2006–07   | Gene Keady         | Purdue                                          |
| 2007–08   | Pat Summitt        | Tennessee (F)                                   |
| 2008–09   | Rick Barnes        | Texas                                           |
| 2009–10   | Billy Donovan      | Florida                                         |
| 2010–11   | Tom Izzo           | Michigan State                                  |
| 2011–12   | Geno Auriemma      | UConn (F)                                       |
| 2012–13   | Bill Self          | Kansas                                          |
| 2013–14   | Tara VanDerveer    | Stanford (F)                                    |
| 2014–15   | Steve Fisher       | San Diego State                                 |
| 2015–16   | Tubby Smith        | Texas Tech                                      |
| 2016–17   | Muffet McGraw      | Notre Dame (F)                                  |
| 2017–18   | Jay Wright         | Villanova                                       |
| 2018–19   | Lon Kruger         | Oklahoma                                        |
| 2019–20   | C. Vivian Stringer | Rutgers (F)                                     |
| 2020–21   | Dave Yanai         | Cal State Dominguez Hills/Cal State Los Angeles |
| 2021–22   | Rick Byrd          | Belmont                                         |
| 2022–23   | Dawn Staley        | South Carolina (F)                              |
| 2023–24   | John Calipari      | Kentucky                                        |
| 2024–25   | Mark Few           | Gonzaga                                         |

## Ganadores del Jugador del Año

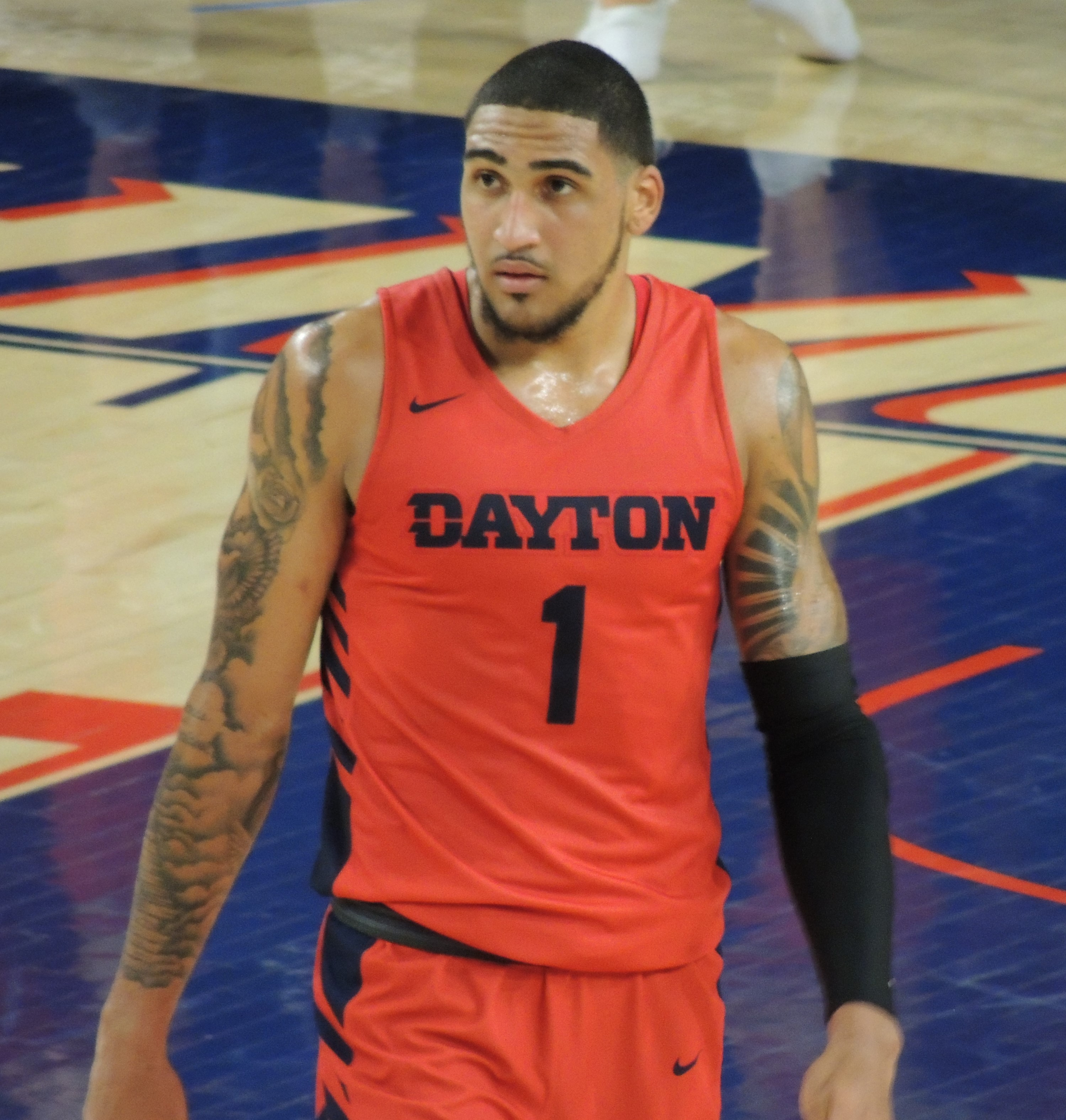
Obi Toppin, ganador masculino de 2020.

| Temporada | Jugador            | Universidad    | Posición          | Curso     |
| --------- | ------------------ | -------------- | ----------------- | --------- |
| 1976–77   | Marques Johnson    | UCLA           | Escolta / Alero   | Senior    |
| 1977–78   | Phil Ford          | North Carolina | Base              | Senior    |
| 1978–79   | Larry Bird         | Indiana State  | Alero             | Senior    |
| 1979–80   | Darrell Griffith   | Louisville     | Escolta           | Senior    |
| 1980–81   | Danny Ainge        | BYU            | Escolta           | Senior    |
| 1981–82   | Ralph Sampson      | Virginia       | Pívot             | Junior    |
| 1982–83   | Ralph Sampson (2)  | Virginia       | Pívot             | Senior    |
| 1983–84   | Michael Jordan     | North Carolina | Escolta           | Junior    |
| 1984–85   | Chris Mullin       | St. John's     | Alero / Escolta   | Senior    |
| 1985–86   | Walter Berry       | St. John's     | Ala-Pívot         | Senior    |
| 1986–87   | David Robinson     | Navy           | Pívot             | Senior    |
| 1987–88   | Danny Manning      | Kansas         | Ala-Pívot         | Senior    |
| 1988–89   | Sean Elliott       | Arizona        | Alero             | Senior    |
| 1989–90   | Lionel Simmons     | La Salle       | Alero             | Senior    |
| 1990–91   | Larry Johnson      | UNLV           | Ala-Pívot         | Senior    |
| 1991–92   | Christian Laettner | Duke           | Alero             | Senior    |
| 1992–93   | Calbert Cheaney    | Indiana        | Alero             | Senior    |
| 1993–94   | Glenn Robinson     | Purdue         | Alero / Ala-Pívot | Sophomore |
| 1994–95   | Ed O'Bannon        | UCLA           | Alero             | Senior    |
| 1995–96   | Marcus Camby       | Massachusetts  | Pívot             | Junior    |
| 1996–97   | Tim Duncan         | Wake Forest    | Pívot             | Senior    |
| 1997–98   | Antawn Jamison     | North Carolina | Alero             | Junior    |
| 1998–99   | Elton Brand        | Duke           | Pívot             | Sophomore |
| 1999–00   | Kenyon Martin      | Cincinnati     | Ala-Pívot         | Senior    |
| 2000–01   | Shane Battier      | Duke           | Alero / Escolta   | Senior    |
| 2001–02   | Jay Williams       | Duke           | Base              | Junior    |
| 2002–03   | T. J. Ford         | Texas          | Base              | Sophomore |

| Temporada | Jugador          | Universidad    | Posición  | Curso     |
| --------- | ---------------- | -------------- | --------- | --------- |
| 2003–04   | Jameer Nelson    | Saint Joseph's | Base      | Senior    |
| 2004–05   | Andrew Bogut     | Utah           | Pívot     | Sophomore |
| 2005–06   | J. J. Redick     | Duke           | Escolta   | Senior    |
| 2006–07   | Kevin Durant     | Texas          | Alero     | Freshman  |
| 2007–08   | Tyler Hansbrough | North Carolina | Ala-Pívot | Junior    |
| 2008–09   | Blake Griffin    | Oklahoma       | Ala-Pívot | Sophomore |
| 2009–10   | Evan Turner      | Ohio State     | Alero     | Junior    |
| 2010–11   | Jimmer Fredette  | BYU            | Escolta   | Senior    |
| 2011–12   | Anthony Davis    | Kentucky       | Pívot     | Freshman  |
| 2012–13   | Trey Burke       | Michigan       | Base      | Sophomore |
| 2013–14   | Doug McDermott   | Creighton      | Alero     | Senior    |
| 2014–15   | Frank Kaminsky   | Wisconsin      | Ala-Pívot | Senior    |
| 2015–16   | Buddy Hield      | Oklahoma       | Escolta   | Senior    |
| 2016–17   | Frank Mason III  | Kansas         | Base      | Senior    |
| 2017–18   | Jalen Brunson    | Villanova      | Base      | Junior    |
| 2018–19   | Zion Williamson  | Duke           | Ala-Pívot | Freshman  |
| 2019–20   | Obi Toppin       | Dayton         | Ala-Pívot | Sophomore |
| 2020–21   | Luka Garza       | Iowa           | Pívot     | Senior    |
| 2021–22   | Oscar Tshiebwe   | Kentucky       | Pívot     | Junior    |
| 2022–23   | Zach Edey        | Purdue         | Pívot     | Junior    |
| 2023–24   | Zach Edey (2)    | Purdue         | Pívot     | Senior    |
| 2024–25   | Cooper Flagg     | Duke           | Alero     | Freshman  |

| Temporada | Jugador              | Universidad    | Posición       | Curso     |
| --------- | -------------------- | -------------- | -------------- | --------- |
| 2003–04   | Alana Beard          | Duke           | Base / Escolta | Senior    |
| 2004–05   | Seimone Augustus     | LSU            | Base / Escolta | Junior    |
| 2005–06   | Seimone Augustus (2) | LSU            | Base / Escolta | Senior    |
| 2006–07   | Candace Parker       | Tennessee      | Pívot          | Junior    |
| 2007–08   | Candace Parker (2)   | Tennessee      | Pívot          | Senior    |
| 2008–09   | Maya Moore           | UConn          | Alero          | Sophomore |
| 2009–10   | Tina Charles         | UConn          | Pívot          | Senior    |
| 2010–11   | Maya Moore (2)       | UConn          | Alero          | Senior    |
| 2011–12   | Brittney Griner      | Baylor         | Pívot          | Junior    |
| 2012–13   | Brittney Griner (2)  | Baylor         | Pívot          | Senior    |
| 2013–14   | Chiney Ogwumike      | Stanford       | Ala-Pívot      | Senior    |
| 2014–15   | Breanna Stewart      | UConn          | Alero          | Junior    |
| 2015–16   | Breanna Stewart (2)  | UConn          | Alero          | Senior    |
| 2016–17   | Kelsey Plum          | Washington     | Base           | Senior    |
| 2017–18   | A'ja Wilson          | South Carolina | Alero          | Senior    |
| 2018–19   | Sabrina Ionescu      | Oregon         | Base           | Junior    |
| 2019–20   | Sabrina Ionescu (2)  | Oregon         | Base           | Senior    |
| 2020–21   | Paige Bueckers       | UConn          | Base           | Freshman  |
| 2021–22   | Aliyah Boston        | South Carolina | Pívot          | Junior    |
| 2022–23   | Caitlin Clark        | Iowa           | Base           | Junior    |
| 2023–24   | Caitlin Clark (2)    | Iowa           | Base           | Senior    |
| 2024–25   | JuJu Watkins         | USC            | Escolta        | Sophomore |